# Fernandel
Fernandel, pseudonimo di Fernand-Joseph-Désiré Contandin (Marsiglia, 8 maggio 1903 – Parigi, 26 febbraio 1971), è stato un attore, cantante e regista francese.

## Biografia

### Gioventù

Fernandel nei panni di don Camillo

Nacque a Marsiglia l'8 maggio 1903 da Désirée Bédouin (1879-1970) e da Denis Coutandin (1871-1930) (poi trascritto erroneamente in Francia come Contandin), originari di Perosa Argentina, dove, procedendo verso il Sestriere, un cartello ricorda l'ubicazione della loro casa. Nel 2021 l'edificio è in stato di grave abbandono e parzialmente crollato. C'è una targa posta sulla facciata, con una foto dell'attore e la locandina del film Don Camillo. Secondo un'altra versione, il piccolo Fernandel in realtà nacque nella borgata di Perosa e poi fu introdotto neonato in Francia, di nascosto, così da acquisire di diritto la cittadinanza francese. Questa possibile nascita di Fernandel in quella borgata viene menzionata anche sulla targa posta sulla facciata dei resti della casa di famiglia. Fernandel parlava correntemente il piemontese, lingua usata in famiglia dai suoi genitori, mentre stentava con l'italiano.
Dal 1915 al 1925 fece vari lavori per sbarcare il lunario; contemporaneamente si esibiva come cantante e caratterista nei caffè-concerto. Il 4 aprile 1925 sposò Henriette Manse (1902-1984), sorella di Jean Manse (1899-1967) sceneggiatore, paroliere e collaboratore di molti suoi futuri film. Con lei ebbe tre figli, Josette (1926-2017), Janine (1929-2020), e Franck (1935-2011). La leggenda narra che sia stata proprio la madre di sua moglie, vedendolo spesso dalla finestra arrivare ansioso dalla figlia Henriette, a dire ad alta voce Fernand d'elle (Fernand di lei). La frase colpisce nel segno a tal punto che adotterà questo nome in scena e per sempre. Fernandel aveva 2 fratelli: Auguste-Marcel (1897-1961) col quale si esibirà per un certo periodo sotto i nomi Marcel e Fernand-Sined, e Francis (pseudonimo Fransined 1914-2012) che fu un buon attore, con all'attivo molti film per lo più in ruoli di caratterista. Più giovane la sorella Marguerite (1910-2006).

### Anni trenta e quaranta
Il debutto cinematografico avvenne nel 1931 con un piccolo ruolo nel film Le Blanc et le noir, dove Raimu era il protagonista. Lo stesso anno Jean Renoir gli affidò un ruolo più importante in On purge bébé, tratto da un lavoro di Georges Feydeau. Sempre nel 1931, fu protagonista nel film di Bernard Deschamps Le Rosier de Madame Husson, dove interpretò un ruolo che in carriera gli avrebbero offerto spesso, quello di giovanotto ingenuo, che in questo caso perdeva la verginità in una casa d'appuntamenti.
Giunse il successo, che continuò per tutti gli anni trenta, periodo in cui tuttavia proseguì la carriera di cantante comparendo in numerose commedie musicali, che spesso furono dopo poco trasposte in versione cinematografica, ispirate, talvolta, dalla macchietta di Primo Cuttica.

### Anni cinquanta e sessanta: il successo conDon Camillo

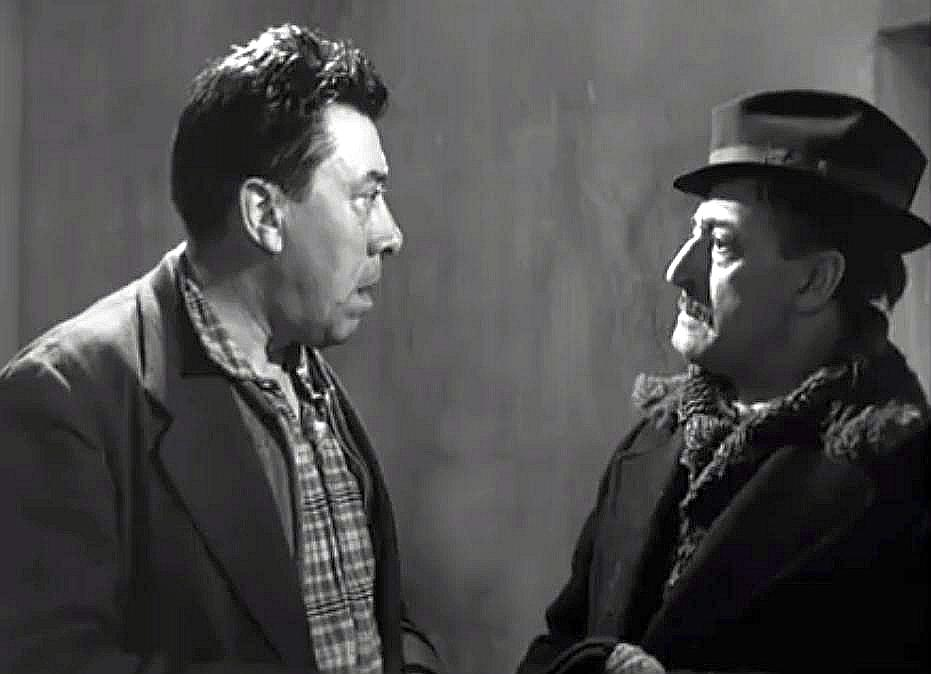
Fernandel con Totò nel film La legge è legge (1958)

Fernandel in una scena del film Don Camillo monsignore... ma non troppo (1961)

La svolta avvenne nel 1952, quando, grazie a Julien Duvivier e al primo della serie di film incentrati sulla figura di don Camillo ideata da Giovannino Guareschi, Fernandel vestì il ruolo di un prete italiano di provincia, irascibile e sempre in lotta con il sindaco comunista, Peppone, interpretato da Gino Cervi. Dal 1952 al 1965 ricoprì il ruolo di don Camillo nei complessivi cinque film della serie: Don Camillo, Il ritorno di don Camillo, Don Camillo e l'onorevole Peppone, Don Camillo monsignore… ma non troppo e Il compagno don Camillo.
Guareschi, Fernandel e Cervi, dall'inizio della saga di don Camillo, divennero amici e i due attori furono padrini di battesimo di Giovanna, una nipote dello scrittore. Il 18 gennaio 1953, ormai divenuto famoso con la sua interpretazione di don Camillo, l’attore si trovava a Roma con la figlia Jeanine, quando Pio XII, saputo della sua presenza in città, lo volle invitare in Vaticano per conoscere «il prete più conosciuto della cristianità dopo il Papa».
Nel frattempo comparve anche in diversi altri film, sia italiani che statunitensi, e negli anni cinquanta e sessanta si trovò ad alternare ruoli comici, come La legge è legge (1958) al fianco di Totò o La vacca e il prigioniero (1959). Il suo primo film a Hollywood fu Il giro del mondo in ottanta giorni (1956), nel quale interpretava un conduttore di carrozza. Il successo ottenuto in quel film lo portò a girare una nuova commedia nel 1958, Paris Holiday, con Bob Hope e Anita Ekberg. Il film Era di venerdì 17 (1956) fu un rifacimento del film 4 passi fra le nuvole (1942), nel quale Fernandel interpretò il ruolo che fu di Gino Cervi e al quale partecipò anche Carlo Romano, suo doppiatore nei film di Don Camillo.
Alla fine della carriera intraprese la strada della regia cinematografica, realizzando quattro film, e creò la casa di produzione GaFer film insieme a Jean Gabin.

### L'ultimo film e la morte
Nel 1970 venne chiamato per girare un nuovo film della serie di Don Camillo, Don Camillo e i giovani d'oggi, diretto da Christian-Jaque. Le riprese cominciarono a Brescello il 13 luglio 1970 e lui vi arrivò il 20 luglio, a set già allestito. Gli esterni si girarono sotto un sole cocente, tra umidità e zanzare, e Fernandel ebbe più volte dei mancamenti, degli eccessi di stanchezza e delle difficoltà respiratorie; a un certo punto fu colpito anche da dolori lancinanti al torace. Il 5 agosto, durante una scena sul sagrato della chiesa che prevedeva che Fernandel dovesse portare in braccio l'attrice Graziella Granata, che pesava meno di 50 chili, Fernandel non riuscì a sostenerla, incespicò e cadde a terra; appena ripresosi dal malore fu costretto ad abbandonare il set.
Trasportato all'ospedale di Parma, vi rimase ricoverato per quattro giorni. Si consultò con uno specialista e poi decise di tornare a Marsiglia per sottoporsi a ulteriori esami clinici e prendersi un periodo di riposo. Il regista, cercando parole di conforto, si rivolse così a Fernandel: «On reprendra le tournage dès que tu seras rétabli. Rentre à Marseille.» («Riprenderemo le riprese quando sarai ristabilito. Ritorna a Marsiglia»). Le sue condizioni di salute erano già compromesse da alcuni mesi, in quanto nell'aprile precedente, durante un piccolo intervento per rimuovere un'escrescenza formatasi sotto il muscolo pettorale destro, i medici avevano scoperto che era affetto da un carcinoma di origine epatica, in evoluzione e con metastasi; partito dal fegato, il tumore aveva colpito un polmone e si era diffuso in diverse parti dell'organismo. I familiari furono informati della gravità della situazione ma decisero di tenere all'oscuro l'interessato. Lo stesso Christian-Jaque, che nel frattempo lo aveva scritturato per questo film, era totalmente ignaro della grave malattia che aveva colpito Fernandel.

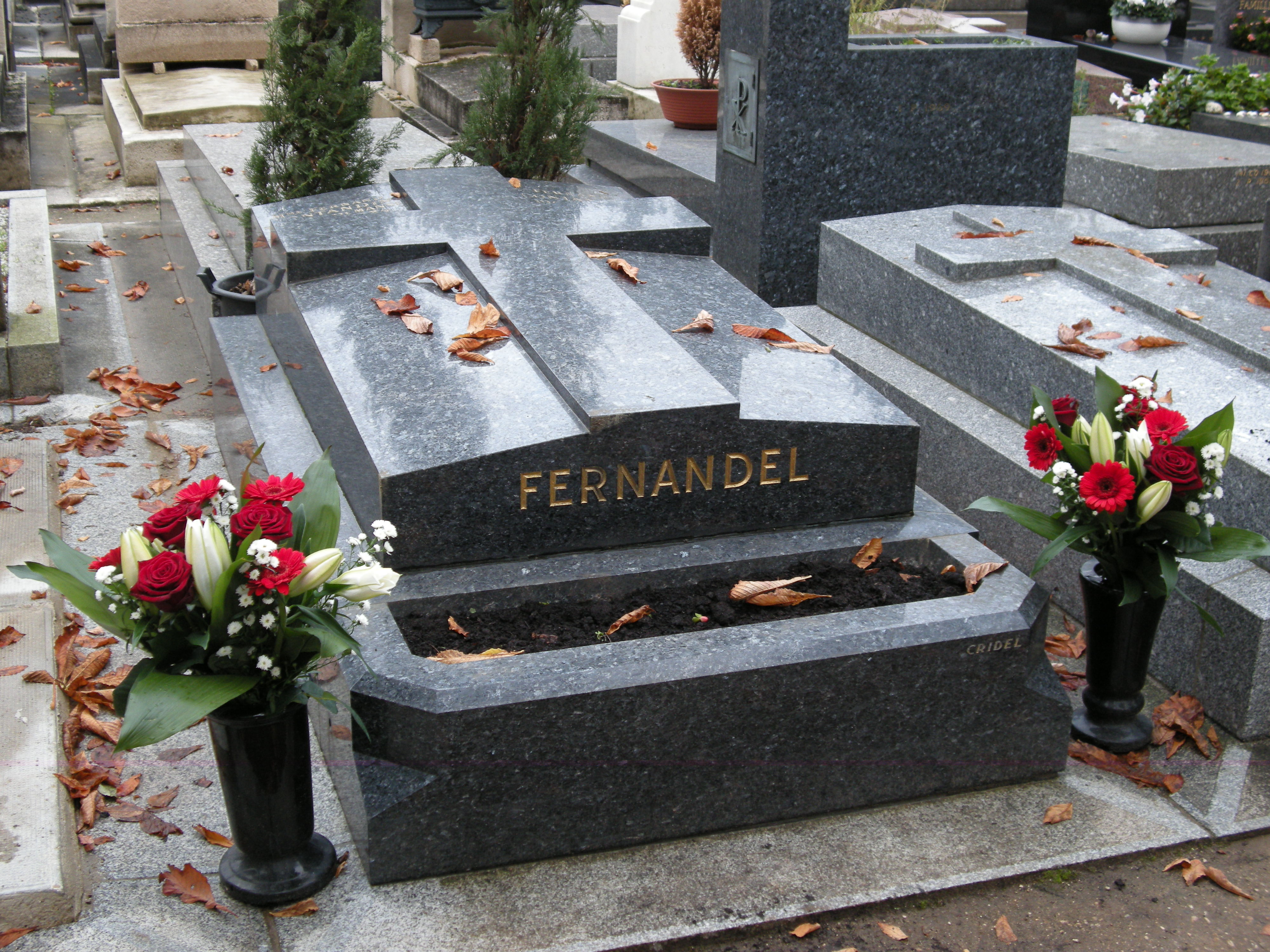
La tomba di Fernandel al cimitero parigino di Passy

Il 12 agosto 1970 la produzione sospese le riprese e Gino Cervi ritornò a Roma. La soluzione più semplice sarebbe stata quella di rigirare le scene in cui compariva don Camillo con un altro attore, completando così il film e salvando buona parte del girato, ma la proposta della produzione si scontrò con il rifiuto di Jaque e di Cervi di continuare senza Fernandel. A metà gennaio 1971 Fernandel telefonò a Christian-Jaque per rassicurarlo sulle proprie condizioni, che parevano migliorare, e per dirgli che poteva contare su di lui, ma il 26 febbraio successivo morì a 67 anni nella sua casa di Parigi, in Avenue Foch 44 (16º arrondissement, nello stesso palazzo al piano di sotto abitò dal 1963 al 1966 Maria Callas). È sepolto al cimitero di Passy assieme alla moglie Henriette Manse (1902-1984) e alle figlie Josette (1926-2017) e Jeannine (1930-2020). Il progetto venne ripreso con altri attori e girato da capo, con un altro regista, Mario Camerini, ma con il medesimo titolo, con Gastone Moschin nella parte di don Camillo e Lionel Stander in quella di Peppone; sarebbe infine uscito nel 1972.

## Filmografia

### Attore

#### Cinema
- La Meilleure bobonne, regia di Marc Allégret - cortometraggio (1930)
- Le Blanc et le Noir, regia di Robert Florey e Marc Allégret (1931)
- J'ai quelque chose à vous dire, regia di Marc Allégret - cortometraggio (1931)
- Attaque nocturne, regia di Marc Allégret - cortometraggio (1931)
- La fine combine, regia di André Chotin (1931)
- Bric-à-brac et compagnie, regia di André Chotin (mediometraggio) (1931)
- Pas un mot à ma femme, regia di André Chotin (1931)
- Une brune piquante, regia di Serge de Poligny (1931)
- Paris Béguin, regia di Augusto Genina (1931)
- La purga al pupo (On purge bébé), regia di Jean Renoir (1931)
- Cœur de lilas, regia di Anatole Litvak (1932)
- Vive la classe, regia di Maurice Cammage (1932)
- Le Rosier de Madame Husson, regia di Dominique Bernard-Deschamps (1932)
- Par habitude, regia di Maurice Cammage (1932)
- Pas de femme, regia di Mario Bonnard (1932)
- Un homme sans nom, regia di Gustav Uschiki (1932)
- Lo squadrone si diverte (Les Gaietés de l'escadron), regia di Maurice Tourneur (1932)
- Quand tu nous tiens, amour, regia di Maurice Cammage (1932)
- Le Terreur de la pampa, regia di Maurice Cammage (1932)
- L'Ordonnance malgré lui, regia di Maurice Cammage (1932)
- Un beau jour de noces, regia di Maurice Cammage (1932)
- Comme une carpe, regia di Claude Heymann (1932)
- Restez diner, regia di Robert Pèguy (1932)
- La Claque, regia di Robert Pèguy (1932)
- Le jugement de minuit, regia di Alexandre Esway (1932)
- Ça colle, regia di Christian-Jaque (1933)
- Le gros lot, regia di Maurice Cammage (1933)
- Lidoire, regia di Maurice Tourneur (1933)
- La veine de Anatole, regia di Maurice Cammage (1933)
- Le coq du régiment, regia di Maurice Cammage (1933)
- L'Ordonnance, regia di Victor Tourjansky (1933)
- D'amour et d'eau fraîche, regia di Félix Gandéra (1933)
- La garnison amoreuse, regia di Max de Vaucorbeil (1933)
- L'allegro volo (Adémai aviateur), regia di Jean Tarride (1933)
- La portatrice di pane (La Porteuse de pain), regia di René Sti (1934)
- Une nuit de folies, regia di Maurice Cammage (1934)
- Le chéri de sa concierge, regia di Guarino-Glavany (1934)
- L'hotel du libre échange, regia di Marc Allégret (1934)
- Le train de huit heures quarante-sept, regia di Henry Wulschleger (1934)
- Angèle, regia di Marcel Pagnol (1934)
- Les blues de la Marine, regia di Maurice Cammage (1934)
- Le cavalier Lafleur, regia di Pierre-Jean Ducis (1934)
- Fernand le Noceur, regia di René Sti (1935)
- Jim la houlette, regia di André Berthomieu (1935)
- Les gaîtés de la finance, regia di Jack Forrester (1935)
- Un marito scomparso (Un de la légion), regia di Christian-Jaque (1936)
- Pazzo per la musica (Josette), regia di Christian-Jaque (1936)
- François Ier, regia di Christian-Jaque (1937)
- Les dégourdis de la 11ème, regia di Christian-Jaque (1937)
- Arriva il campione (Les rois du sport), regia di Pierre Colombier (1937)
- Carnet di ballo (Carnet de bal), regia di Julien Duvivier (1937)
- Ignace, regia di Pierre Colombier (1937)
- La vita trionfa (Regain), regia di Marcel Pagnol (1937)
- Arturo va in città (Hercule), regia di Alexandre Esway (1937)
- Sposiamoci in otto (Barnabé), regia di Alexandre Esway (1938)
- Le Schpountz, regia di Marcel Pagnol (1938)
- Il giro del mondo (Les cinq sous de Lavarède), regia di Maurice Cammage (1938)
- Ernesto il ribelle (Ernest le rebelle), regia di Christian-Jaque (1938)
- Tricoche et Cacolet, regia di Pierre Colombier (1938)
- Fric-Frac, furto con scasso (Fric-Frac), regia di Maurice Lehmann (1939)
- L'Héritier des Mondésir, regia di Albert Valentin (1939)
- Berlingot et compagnie, regia di Fernand Rivers (1939)
- Il tatuato (Raphaël le tatoué), regia di Christian-Jaque (1939)
- Fernandel al trapezio volante (L'acrobate), regia di Jean Boyer (1940)
- Patrizia (La fille du puisatier), regia di Marcel Pagnol (1940)
- La nuit merveilleuse, regia di Jean-Paule Paulin (1940)
- Cameriere per signora (Monsieur Hector), regia di Maurice Cammage (1940)
- Viaggio all'altro mondo (L'héritier de Mondésir), regia di Albert Valentin (1940)
- Un chapeau de paille d'Italie, regia di Maurice Cammage (1941)
- Le club des soupirants, regia di Maurice Glaize (1941)
- La bonne étoile, regia di Jean Boyer (1942)
- Un vie de chien, regia di Maurice Cammage (1942)
- Simplet, regia di Fernandel (1942)
- Les Petits riens, regia di Raymond Leboursier (1942)
- Ne le criez pas sur les toits, regia di Jacques Daniel-Norman (1943)
- Guignol, marionette de France, regia di Maurice Cammage (1943)
- La cavalcade des heures, regia di Yvan Noè (1943)
- Adrien, regia di Fernandel (1943)
- Naïs, regia di Raymond Leboursier (1945)
- Les gueux au paradis, regia di René Le Hénaff (1945)
- 90... la paura (Le mystère Saint-Val), regia di René Le Hénaff (1945)
- Quello che mi è costato amare (Pétrus), regia di Marc Allégret (1946)
- L'aventure de Cabassou (Pétrus), regia di Gilles Grangier (1946)
- Coer de coq, regia di Maurice Cloche (1946)
- Comédiens ambulants, regia di Jean Canolle (1946)
- Vedettes et ritournelles, regia di Antoine Toé (1947)
- Émile l'Africain, regia di Robert Vernay (1947)
- Escale au soleil, regia di Henri Verneuil - cortometraggio (1947)
- Irma la voyante, regia di Antoine Toé - cortometraggio (1947)
- Elle a de la barbe, regia di Antoine Toé - cortometraggio (1947)
- Attente, regia di Antoine Toé - cortometraggio (1947)
- Le caiisière du Grand Café, regia di Antoine Toé - cortometraggio (1947)
- Si ça peut vous faire plaisir, regia di Jacques Daniel-Norman (1948)
- L'eredità di Fernandel (L'armoire volante), regia di Carlo Rim (1948)
- Il grande eroe (L'héroique Monsieur Boniface), regia di Maurice Labro (1949)
- On demande un assassin, regia di Ernest Neubach (1949)
- Botta e risposta, regia di Mario Soldati (1950)
- Fernandel e le donne (Uniformes et grandes manoeuvres), regia di René Le Hénaff (1950)
- Tu mi hai salvato la vita (Tu m'as sauvé la vie), regia di Sacha Guitry (1950)
- Vita di un commesso viaggiatore (Casimir), regia di Richard Pottier (1950)
- Solo Dio può giudicare (Meurtres), regia di Richard Pottier (1950)
- Topaze, regia di Marcel Pagnol (1950)
- La chèvre de Monsieur Seguin, regia di Francis Gir - cortometraggio (1950)
- Arriva Fra' Cristoforo... (L'auberge rouge), regia di Claude Autant-Lara (1951)
- Adhémar ou le jouet de la fatalité, regia di Fernandel (1951)
- Il sonnambulo (Boniface somnambule), regia di Maurice Labro (1951)
- La domenica non si spara (La Table-aux-Crevés), regia di Henri Verneuil (1951)
- Don Camillo, regia di Julien Duvivier (1952)
- Il frutto proibito (Le Fruit défendu), regia di Henri Verneuil (1952)
- Parrucchiere per signora (Coiffeur pour dames), regia di Jean Boyer (1952)
- Me li mangio vivi! (Le Boulanger de Valorgue), regia di Henri Verneuil (1953)
- Il nemico pubblico n. 1 (L'Ennemi public nº1), regia di Henri Verneuil (1953)
- Il ritorno di don Camillo (Le Retour de Don Camillo), regia di Julien Duvivier (1953)
- Carnaval, regia di Henri Verneuil (1953)
- Alì Babà (Ali Baba et les 40 voleurs), regia di Jacques Becker (1954)
- Santarellina (Mam'zelle Nitouche), regia di Yves Allégret (1954)
- Il montone a cinque zampe (Le Mouton à cinq pattes) di Henri Verneuil (1954)
- La corrida dei mariti (Le printemps, l'automne et l'amour), regia di Gilles Grangier (1954)
- Don Camillo e l'onorevole Peppone, regia di Carmine Gallone (1955)
- Il grande seduttore (Don Juan), regia di John Berry (1955)
- Era di venerdì 17, regia di Mario Soldati (1956)
- Honoré de Marseille, regia di Maurice Régamey (1956)
- Sarto per signora (Le Couturier de ces dames), regia di Jean Boyer (1956)
- L'uomo dall'impermeabile (L'Homme à l'imperméable), regia di Julien Duvivier (1956)
- Le thélèphone, regia di Maurice Régamey (1956)
- L'art d'être papa, regia di Maurice Régamey - cortometraggio (1956)
- Il giro del mondo in 80 giorni (Around the World in 80 Days), regia di Michael Anderson (1956)
- Il capitano della legione (Sénéchal le magnifique), regia di Jean Boyer (1957)
- La legge è legge (La Loi, c'est la loi), regia di Christian-Jaque (1958)
- La vita a due (La Vie à deux), regia di Clément Duhour (1958)
- Les vignes du seigneur, regia di Jean Boyer (1958)
- Noi gangster (Le grand chef), regia di Henri Verneuil (1958)
- Paris Holiday, regia di Gerd Oswald (1958)
- Psicanalista per signora (Le confident de ces dames), regia di Jean Boyer (1959)
- La vacca e il prigioniero (La Vache et le prisonnier), regia di Henri Verneuil (1959)
- Cresus (Crèsus), regia di Jean Giono (1960)
- Fernandel, scopa e pennel (Cocagne), regia di Maurice Cloche (1960)
- La rapina di Montparnasse (Le Caid), regia di Bernard Borderie (1960)
- L'assassino è al telefono (L'Assassin est dans l'annuaire), regia di Léo Joannon (1961)
- Don Camillo monsignore… ma non troppo, regia di Carmine Gallone (1961)
- Il giudizio universale, regia di Vittorio De Sica (1961)
- Dynamite Jack, regia di Jean Bastia (1961)
- Le tentazioni quotidiane (Le Diable et les dix commandements), regia di Julien Duvivier (1962)
- Il cambio della guardia (En avant la musique), regia di Giorgio Bianchi (1963)
- Le voyage à Biarritz, regia di Gilles Grangier (1963)
- Blague dans le coin, regia di Maurice Labro (1963)
- A 027 - Da Las Vegas in mutande (Blague dans le coin), regia di Maurice Labro (1963)
- Cucina al burro (La Cuisine au beurre), regia di Gilles Grangier (1963)
- Il re e il monsignore (Le bon roi Dagobert), regia di Pierre Chevalier (1963)
- Ho una moglie pazza, pazza, pazza (Relaxe-toi chérie), regia di Jean Boyer (1964)
- Colpo segreto (L'âge ingrat), regia di Gilles Grangier (1964)
- Il compagno Don Camillo, regia di Luigi Comencini (1965)
- La Bourse et la Vie, regia di Jean-Pierre Mocky (1966)
- Destinazione marciapiede (Le Voyage du père), regia di Denys de La Patellière (1966)
- L'homme à la Buick, regia di Gilles Grangier (1968)
- Ulisse non deve morire (Heureux qui comme Ulysse…), regia di Henri Colpi (1970)
- Don Camillo e i giovani d'oggi, regia di Christian Jaque (incompiuto) (1970)

#### Televisione
- Gala 65 – programma TV (1965)
- Paris ist eine Reise wert, regia di Paul Martin – film TV (1966)
- L'Amateur ou S.O.S Fernand – serie TV (1967)
- Stasera Fernandel, regia di Camillo Mastrocinque – serie TV (1968)
- Freddy, regia di Igor Barrère, Alexandre Tarta – film TV (1969)
- Fernandel ha inoltre partecipato ad alcune serie di sketch della rubrica televisiva Carosello: nel 1961, con Giulio Marchetti, e nel 1962, per i frigoriferi Rex della Zanussi; nel 1964 (con Gino Cervi) e poi nel 1965, per il brandy Vecchia Romagna della Buton.

## Riconoscimenti
- Nastro d'argento
  - 1952 – Migliore attore straniero che abbia lavorato in Italia per Don Camillo

## Doppiatori italiani
Nelle versioni in italiano delle opere in cui ha recitato, Fernandel è stato doppiato da:
- Carlo Romano in Un marito scomparso, Fernandel e le donne, Don Camillo, Il ritorno di don Camillo, Don Camillo e l'onorevole Peppone, Il capitano della legione, Noi gangster, La vacca e il prigioniero, Don Camillo monsignore… ma non troppo, Le tentazioni quotidiane,  Il cambio della guardia, Il compagno Don Camillo, Ulisse non deve morire
- Lauro Gazzolo in 90… la paura, Arriva Fra' Cristoforo..., Il sonnambulo, Paris Holiday, Psicanalista per signora, Fernandel, scopa e pennel
- Stefano Sibaldi in Era venerdì 17, Ho una moglie pazza, pazza, pazza, Stasera Fernandel
- Arnoldo Foà in Me li mangio vivi!, Cresus
- Emilio Cigoli in La vita trionfa
- Carlo Dapporto in La legge è legge
- Renato Cominetti in Il giudizio universale